# 高學歷難民
高學歷失業，也稱為畢業失業、畢業未就業（英語：Graduate unemployment）等，是指拥有高等教育畢業證書的学生人群在进入职业市场后面临失業的社会问题。畢業未就業屬於不充分就業的一種類型。
有研究表明，這種失業率以及更多問題中，來自於大學畢業生的職場能力不足，是畢業生的惡性竞争現象與現存的文明病之一，深層原因為教育機構的無效性和成效低。畢業生職場能力不足是是企業拒絕用工的主要原因。持有高學歷失業者或職場能力不足的原因，來自於應屆畢業生的期望與供給他們就業的業主提供的待遇之間呈不對等狀況。近年來，高學歷失業人群也有出現年齡層往下降的趨勢。

## 各地狀況

### 美國
高學歷失業是美國社會的一個巨大的威脅。由於美國在2007年發生2007年－2008年環球金融危機，越來越多的應屆畢業生開始無法找到他們所選擇的專業所對口的長期職位。鑑於目前的經濟衰退在美國的影響，一些大學生畢業後一年多的時間還是沒有找到工作，以及沒有找到自己想要的工作，不得不依靠打零工，或在服務業工作，以及与他人合租或者搬回父母家以保正學生貸款的還款。
2013年6月統計有1180萬人失業，從失業率維持7.6％這些數字在經濟做出了巨大影響。自911事件後，失業率直線上升，甚至高於2013年6月。缺乏提供就業機會，畢業就是失業，在美國畢業生完成學業學位，充滿知識的頭，但仍沒有使白領雇主留下深刻印象。

### 中國大陆
中國2010年代激增的畢業生失業涉及到了一些事情。其中一個重要的方面是它的教育政策與經濟發展，以及在經濟，並在其高等教育改革。最近，在新的大學畢業生人數的年增長率估計為400萬，2005年，並在年輕大學畢業生失業的比率在邏輯上實現從高等教育撤出。因每年增長8％，中國的勞動市場可能產生約800萬就業機會，但這些主要是那些在生產需要低級別的資格。這種上升入學的就業問題，為中國一個嚴重的挑戰。

### 台灣
據2011年台灣的失業率為4.39 ％，而失業率為年齡在20歲至24歲佔12.71％，其中大學應屆畢業生為多數。指出高學歷失業之主因來自於年輕人不願屈就服務業、勞動政策與過度干涉人力供需使缺乏彈性，以及技職體制大學化問題。其中不知為什麼要讀大學，讀大學是為了父母或是自己並不清楚。上課翹課，或不到校者也逐漸增加。而找不到工作部分原因，企業主也指出，因為欠缺專業素養，不如不採用。